# Sinclair (chanteur)
 (février 2018).
Si vous disposez d'ouvrages ou d'articles de référence ou si vous connaissez des sites web de qualité traitant du thème abordé ici, merci de compléter l'article en donnant les références utiles à sa vérifiabilité et en les liant à la section « Notes et références ».
Pour les articles homonymes, voir Sinclair et Blanc-Francard.
Sinclair, de son vrai nom Mathieu Blanc-Francard, est un chanteur, auteur-compositeur-interprète et musicien français, né le 19 juillet 1970 à Tours.

## Biographie

### Famille
Mathieu Blanc-Francard est né le 19 juillet 1970 à Tours, dans une famille de professionnels de la musique et du spectacle : il est le fils de l'ingénieur du son Dominique Blanc-Francard, membre du groupe rock Les Pingouins durant les années 1960 et producteur de plusieurs tubes des années 1970. Le frère de Mathieu, Hubert Blanc-Francard, producteur et DJ, est connu sous le nom de Boombass et fait partie du duo Cassius. Mathieu est aussi le neveu du producteur Patrice Blanc-Francard, qui est l'un des créateurs de l'émission d'Antenne 2 Les Enfants du rock, et a été directeur général de Disney Channel France,.

### Jeunesse et influences musicales
Mathieu Blanc-Francard grandit à Paris et est scolarisé au lycée Janson-de-Sailly. Il commence à s'intéresser à la musique durant son adolescence et rate son baccalauréat. Il travaille brièvement dans un studio d'enregistrement en tant qu'assistant ingénieur du son et apprend la guitare,. Il forme son premier groupe et se choisit un nom de scène : Sinclair, en référence au héros de la série Amicalement vôtre.
Depuis son adolescence, il est inspiré par la musique afro-américaine. Il reconnaît notamment l'influence de Prince, de Stevie Wonder, de Jimi Hendrix ou encore de Sly Stone,. Il décrit sa découverte de l'album Songs in the Key of Life de Stevie Wonder comme « une véritable révélation ».

### Carrière musicale
En 1992, avec l'aide de son frère Hubert, il enregistre l'album Que justice soit faite. Sinclair y joue de tous les instruments sauf de la batterie. Il contrôle ainsi la production de ce qui constitue d'abord une maquette, faite dans son appartement. L'album sort en 1993, et le premier single intitulé Votre image séduit le public jeune.
Il donne un premier concert avec neuf musiciens au New Morning le 12 mai 1993. Il s'ensuit une centaine de concerts en France, en Europe et au Canada. Sinclair est récompensé par le titre de révélation de l'année aux Victoires de la Musique 1995.
Dans la foulée de ce premier album, il en sort un deuxième en 1995, Au mépris du danger, qu'il enregistre avec son groupe dans la campagne française. Les arrangements de l'album sont plus sobres et les mélodies sont valorisées. À la ronde, le premier single extrait de cet album est publié. Les tournées reprennent, faisant de la scène le milieu naturel dans lequel évolue Sinclair, épaulé par son groupe Le Système. Au terme de 250 concerts, le chanteur s'arrête et devient sédentaire.
En 1997, après l'expérience intensive de la scène, Sinclair sort un nouvel album : La Bonne attitude. Ce troisième opus marque un tournant : les chansons montrent une nouvelle recherche musicale légèrement démarquée de ses influences passées et tournée vers une écriture plus française.
Après avoir tourné toute l'année 1998, Sinclair clôt son tour de France avec une soirée au Zénith de Paris le 28 novembre 1998. Cette soirée donne lieu à un album live qui sort en 1999 avec des titres phares comme Si c'est bon comme ça, Ensemble ou L'Épreuve du temps. Un seul titre est inédit, Ici et maintenant, écrit spécialement pour la tournée.
Après la sortie du live, les relations avec sa maison de disques deviennent difficiles. Son projet de nouvel album semble alors en suspens. Il faut attendre 2001 pour que les choses se débloquent : Sinclair change de maison de disques. En septembre, sort Supernova Superstar, un opus contenant douze morceaux enregistrés dans le studio Labomatic qui appartient à son père Dominique Blanc-Francard, à son frère Boom Bass et à lui-même. Toujours aussi largement influencé par le funk, Sinclair compose, écrit et arrange l'ensemble des chansons. Le premier single, Ça m'fait plus mal, est dédié à sa compagne, l'actrice Emma de Caunes, qu'il épouse en septembre 2001.
Désireux de retrouver son public, il programme une tournée des clubs pour « se chauffer ». La tournée démarre en janvier 2002 alors que l'album atteint les 100 000 exemplaires vendus. Elle doit le mener jusqu'aux festivals d'été avec un passage parisien les 3 et 4 avril au Zénith de Paris. C'est dans cette même salle que Sinclair est invité à jouer le 9 mars 2002 pour la cérémonie des Victoires de la Musique. Il y est d'ailleurs nommé dans la catégorie Meilleur Album de variété-pop de l'année.
Les 9 et 10 juillet 2002, il enregistre son deuxième album Live 2002 (2CDs/DVD) à l'Olympia de Paris, sorti le 18 mars 2003.
En 2002, il signe la bande originale du film Mon idole de Guillaume Canet. En 2004 sortent un nouvel album, Comme je suis, et un « Best of ». La compilation 1992-2004 rassemble les plus grands succès de Sinclair.
En 2005, il sort les éditions spéciales de ses quatre premiers albums et le live du Zénith de 1998 (2CDS+DVD) (Original / Inédits / Clips et extraits live).
Son 6e album studio, intitulé Morphologique, sort en octobre 2006 par son propre label, Mini Strong,. L'album est un échec et il le regrette.
En 2008, il compose, avec David Dahan[Qui ?], la musique de la série télévisée Duval et Moretti.
Début 2011, Sinclair signe un contrat avec la maison de disques Warner, qui édite l'album éponyme Sinclair en mai de la même année. Un premier extrait, Ça tourne dans ma tête, précède la sortie de l'album qui se vend mal.
Le 16 juin 2015, il annonce sur Facebook son retour sur scène, qui a lieu le 6 novembre 2015 au Cargo de Nuit à Arles. Il joue également le 16 novembre 2015 au Divan du Monde à Paris.
En 2021, il est de retour avec l'EP Hier s'efface.
En 2023, il publie un nouvel album, So Sorry.

### Autres activités

#### Juré de l'émissionNouvelle Star
En 2008-2009, Sinclair fait partie du jury du télé-crochet Nouvelle Star, lors des saisons 6 et 7 sur M6. Il officie aux côtés du compositeur, arrangeur et pianiste André Manoukian, du journaliste Philippe Manœuvre et de la chanteuse Lio.
À l'automne 2009, il annonce son intention d'arrêter l'émission, étant insatisfait du niveau musical de la saison 2008-2009. Lors de la saison 9 de Nouvelle Star, transférée sur D8, il reprend son rôle de juré, avec André Manoukian, Maurane et Olivier Bas de décembre 2012 à juin 2013.
En 2013, il produit l'album Premières rencontres de la chanteuse Sophie-Tith, lauréate de cette neuvième saison.

#### Animateur
Depuis 2017, il anime le magazine Le Plein de sensations sur France 4, avec Laury Thilleman et Laurent Maistret.

#### Participation àDanse avec les stars
À l'automne 2017, il participe à la huitième saison de l'émission Danse avec les stars sur TF1, aux côtés de la danseuse Denitsa Ikonomova, et termine septième de la compétition.

### Vie privée
Sinclair épouse en septembre 2001 l'actrice Emma de Caunes. Leur fille, Nina, naît en 2002 à Paris. Le couple divorce en 2005 après onze ans de vie commune.
De 2005 à 2007, il fréquente l'actrice Marion Cotillard. Il vit ensuite avec la romancière Amanda Sthers de 2009 à l'été 2012.

## Certifications
- 1993 : Que justice soit faite  Or
- 1998 : Bonne attitude  Or
- 2001 : SuperNova Superstar  Or

## Filmographie
- 2004 : Narco, film de Gilles Lellouche et Tristan Aurouet : un figurant (l'ami de la fille « moitié des choses »)
- 2007 : Objet Trouvé, court-métrage de Benoît Pétré et Cathy Verney : son propre rôle
- 2008 : Le Premier Jour du reste de ta vie, film de Rémi Bezançon : participant au concours d'air guitar déguisé en Angus Young
- 2023 : Manque d' Amour : Saison 1 : un client de la boîte de nuit

## Télévision

### Acteur
- 2022 : Le Flambeau : Les Aventuriers de Chupacabra (épisode 8) : lui-même

### Animateur
- 2009 : American Music Awards sur W9 avec Karima Charni
- 2013 : Grammy Awards sur D17 avec Caroline Ithurbide
- 2013 : Brit Awards sur D17 avec Caroline Ithurbide
- 2014 : Grammy Awards sur D17 avec Stéphanie Loire
- 2014 : Magic Show! À la poursuite de Zach King sur France 4
- 2017 : Le Plein de sensations sur France 4 avec Laury Thilleman et Laurent Maistret

### Participant
- 2008-2009 : Nouvelle Star sur M6 : juré
- 2013-2016 : Nouvelle Star sur C8 : juré
- 2017 : Danse avec les stars sur TF1 : candidat

## Récompenses
En 1995, Sinclair est récompensé aux Victoires de la musique dans la catégorie « Révélation du groupe de l'année ».
En 2002, son album Supernova Superstar est nommé dans la catégorie « Album de variétés/pop ».
Le chanteur est nommé aux César en 2009 pour la bande originale du film Le Premier Jour du reste de ta vie.